# Drygalski (Mondkrater)
Drygalski ist ein Einschlagkrater im äußersten Südosten der Mondvorderseite, südlich des Kraters Hausen und südöstlich von Zeeman.
Der Kraterrand ist mäßig erodiert, das Innere eben mit einem ausgeprägten Zentralberg.
| Buchstabe | Position              | Durchmesser           | Link                  |
| --------- | --------------------- | --------------------- | --------------------- |
| P         | 80,95° S, 99,62° W    | 28 km                 |                       |
| Q         | Umbenannt in Ashbrook | Umbenannt in Ashbrook | Umbenannt in Ashbrook |
| V         | 78,33° S, 93,4° W     | 22 km                 |                       |

Der Krater wurde 1964 von der IAU nach dem deutschen Geographen und Polarforscher Erich von Drygalski offiziell benannt.